# Temple de Venus Genetrix
El temple de Venus Genetrix és un temple romà inaugurat l'any 46 aC, que va dominar la part nord-occidental de la part inferior del Fòrum de Cèsar, un dels fòrums imperials de Roma.
Fou promès per Juli Cèsar com a vot a la deessa Venus durant la batalla de Farsàlia. El seu epítet al·ludeix a l'ascendència mítica del dictador, a través d'Ascani, avantpassat dels Gens Júlia, i d'Enees, fill de la dea, però també es refereix a l'aspecte de la divinitat, ja que està relacionat amb el renaixement de la natura a la primavera. Inicialment, el temple seria dedicat a «Venus Victrix», com la construïda pel seu rival Gneu Pompeu Magne a la part superior del seu teatre.

## Història
El temple va ser edificat per Cèsar, al nord del Fòrum romà, en una zona ocupada per edificis privats, i va començar per adquirir aquests terrenys per un import entre 60 i 100 milions de sestercis. Inaugurat l'any 46 aC –sense acabar la construcció–, va ser un dels pocs edificis que va començar el dictador.
Un passatge de l'escriptor Suetoni recorda com un dia Cèsar va rebre el Senat, fent cas omís de totes les regles de l'etiqueta republicana, assegut al centre del podi del temple com una deïtat vivent. Aquesta acció, que revela clarament l'ambició de Cèsar com a dictador absolut, li va costar una gran impopularitat entre els senadors, fins al seu assassinat els Idus de març (13 de març de l'any 44 aC). El temple fou completat per August, després de la mort de Cèsar.
L'edifici va ser fet malbé per un incendi que va esclatar al Capitoli l'any 80, i va ser reconstruït, amb els mateixos fonaments, sota el mandat de Trajà; tot seguit, es va fer la demolició de la muralla de contenció del pujol entre el Capitoli i el Quirinal per a la construcció del Fòrum de Trajà, sobre el pendent on estava adossat l'edifici de Cèsar. Fou novament dedicat, segons la informació al Fasti Ostiense, el 12 de maig de l'any 113, el mateix dia de la inauguració de la columna de Trajà.
Sota el mandat de Carí va ser de nou danyat greument pel foc l'any 283. L'emperador Dioclecià va reforçar-ne les estructures, incorporà les columnes de la façana en una paret de maó i el connectà amb més arcs en maó coberts de marbre a les estructures laterals de l'anomenada basílica Argentaria. El peristil i l'absis del temple es van reconstruir en la mateixa època.

## Descripció

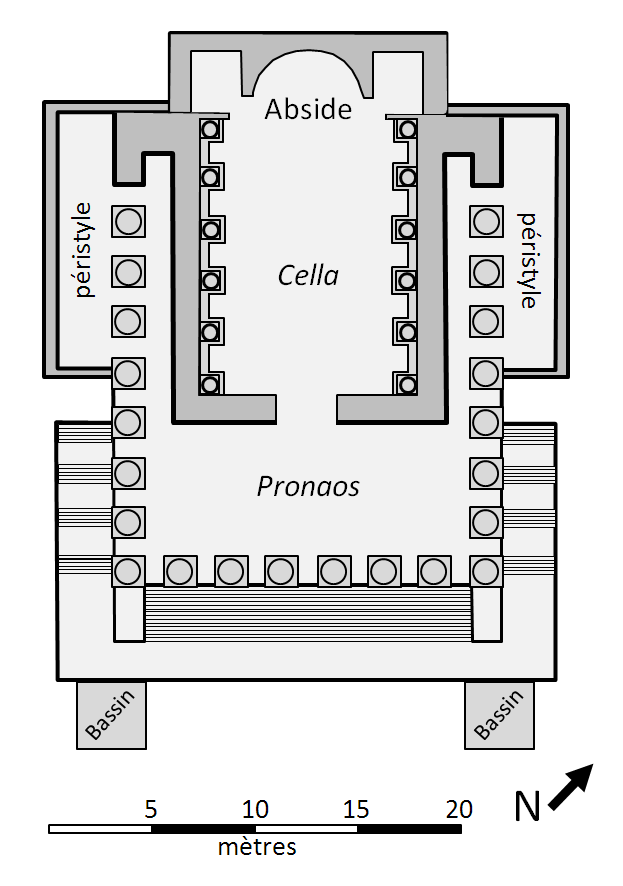
Plànol reconstruït del temple

Del temple de l'època de Cèsar solament es conserva el nucli del podi realitzat en opus caementicium recobert completament de marbre, al qual s'accedeix per dues escales laterals. Era un temple perípter amb vuit columnes a la part davantera i vuit en cada costat, separades una d'una altra per un espai igual a una vegada i mitja del seu diàmetre, i mancat de columnes a la part posterior (sine postico).
De l'edifici reconstruït per Trajà –la planta del qual va haver de ser similar a la de l'antic–, s'han conservat nombroses restes de la rica decoració de marbre, i algunes restes de l'absis que es trobava al fons del naos, incorporat en les noves estructures d'aquest emperador. Davant del podi són les bases de dues fonts d'aigua potable intercanviades per les bases on es trobaven les estàtues d'Appiades Stephanos esmentades per Ovidi; aquestes van ser col·locades a l'Atrium Libertatis.
S'han situat en el podi les tres columnes d'ordre corinti del costat sud-occidental del temple, amb el seu entaulament: cornisa amb mènsules, fris decorat amb garlandes i l'arquitrau ornamentat al seu fons amb cupidos enmig de volutes d'acant. Aquestes restes van ser trobades durant els treballs realitzats entre 1930 i 1932 per Corrado Ricci amb ocasió de la realització de la Via Dell'Imperio.

### Interior
El mur del naos estava cobert amb blocs de marbre en vermell i groc que imitaven la divisió en carreus d'un opus quadratum, les columnes -sis als dos murs laterals- es van realitzar en un ordre de pilastres. Entre elles, dos registres superposats van ser gravats amb querubins en diferents composicions de caràcter ornamental, d'altres presentaven decoracions vegetals frondoses enriquides per animals petits. Això va ser probablement modificat respecte a la primera fase de la construcció: les parets estaven decorades amb dues files de columnes erigides en un pedestal, que emmarcava nínxols amb frontons, amb un fris, on es mostrava cupidos ocupats a portar els atributs de diverses deïtats, com ara el crater de Baco, el carcaix de Diana i Apol·lo o l'escut amb el cap de Gorgoneion per a Minerva. Sobre el fons va ser reconstruït l'absis i es va realitzar més separat de l'autèntic naos: a la part absidal segurament corresponen les bases decorades que han estat tornades a utilitzar a l'entrada del baptisteri del Laterà. A la part del fons del naos, de sostre amb volta, es trobava l'estàtua de culte dedicada a Venus. L'extensió del naos amb l'absis del temple de Venus és considerada com una de les primeres del seu tipus.

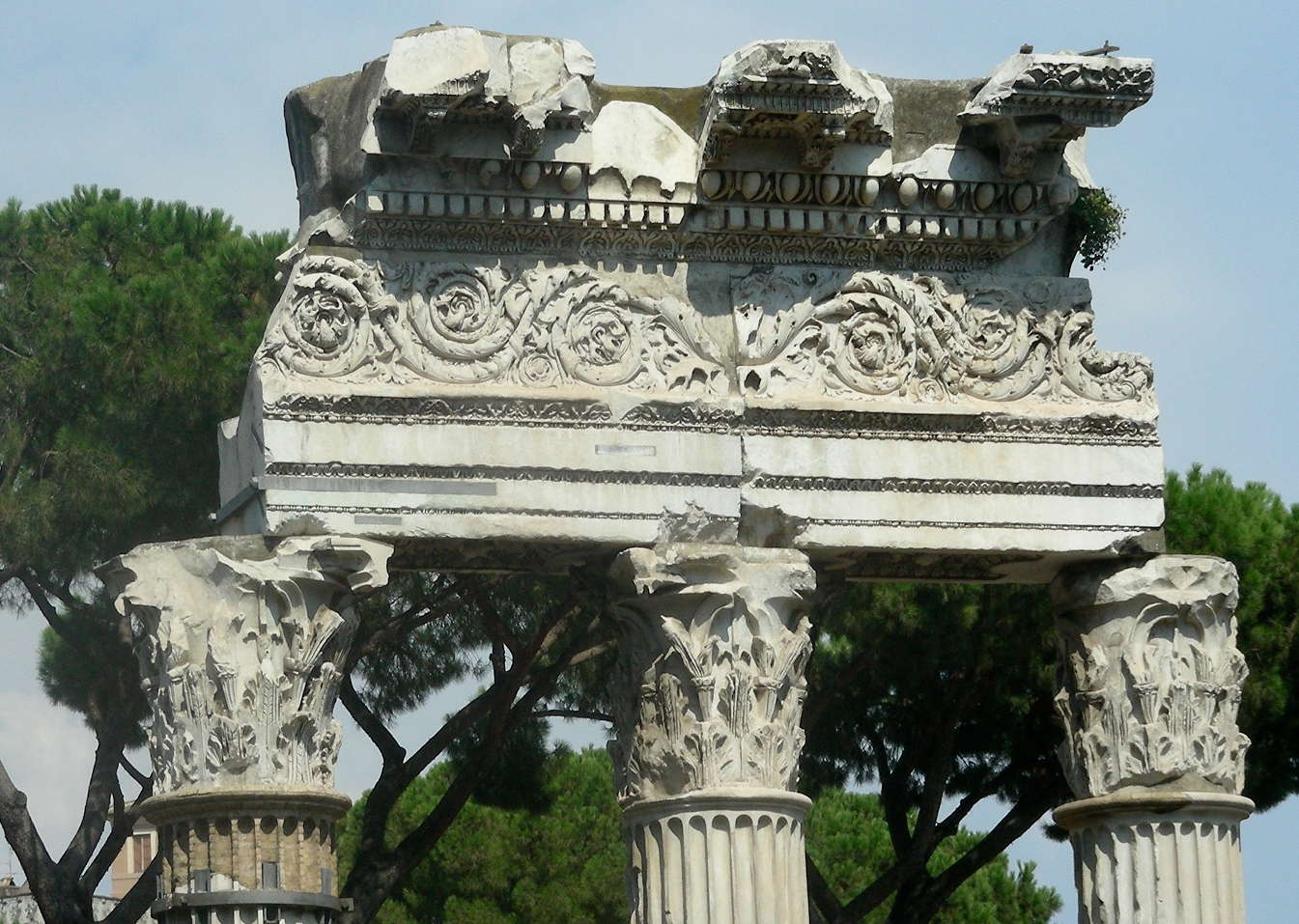
Detall dels capitells i el fris de les columnes
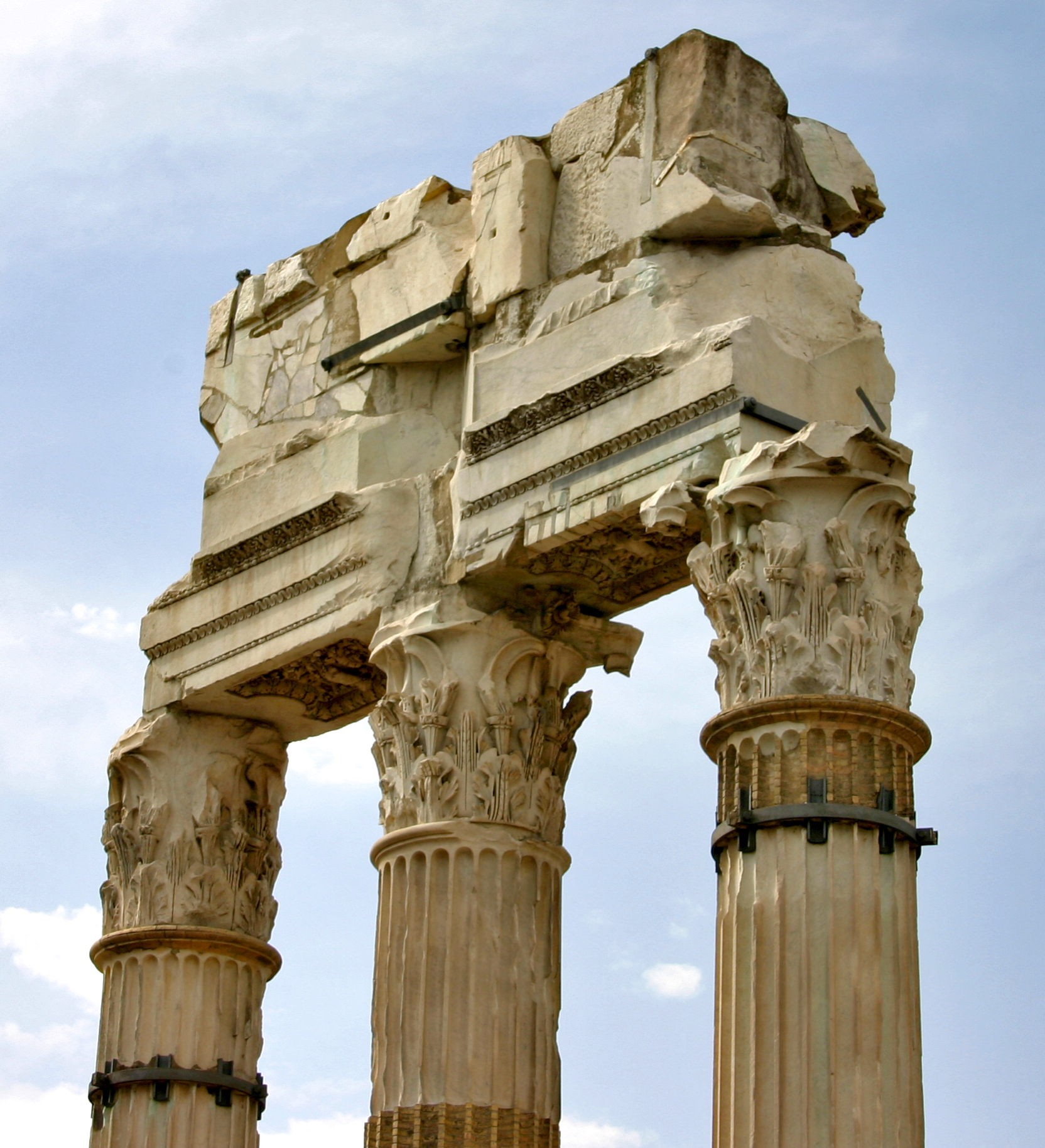
Detall posterior de les columnes
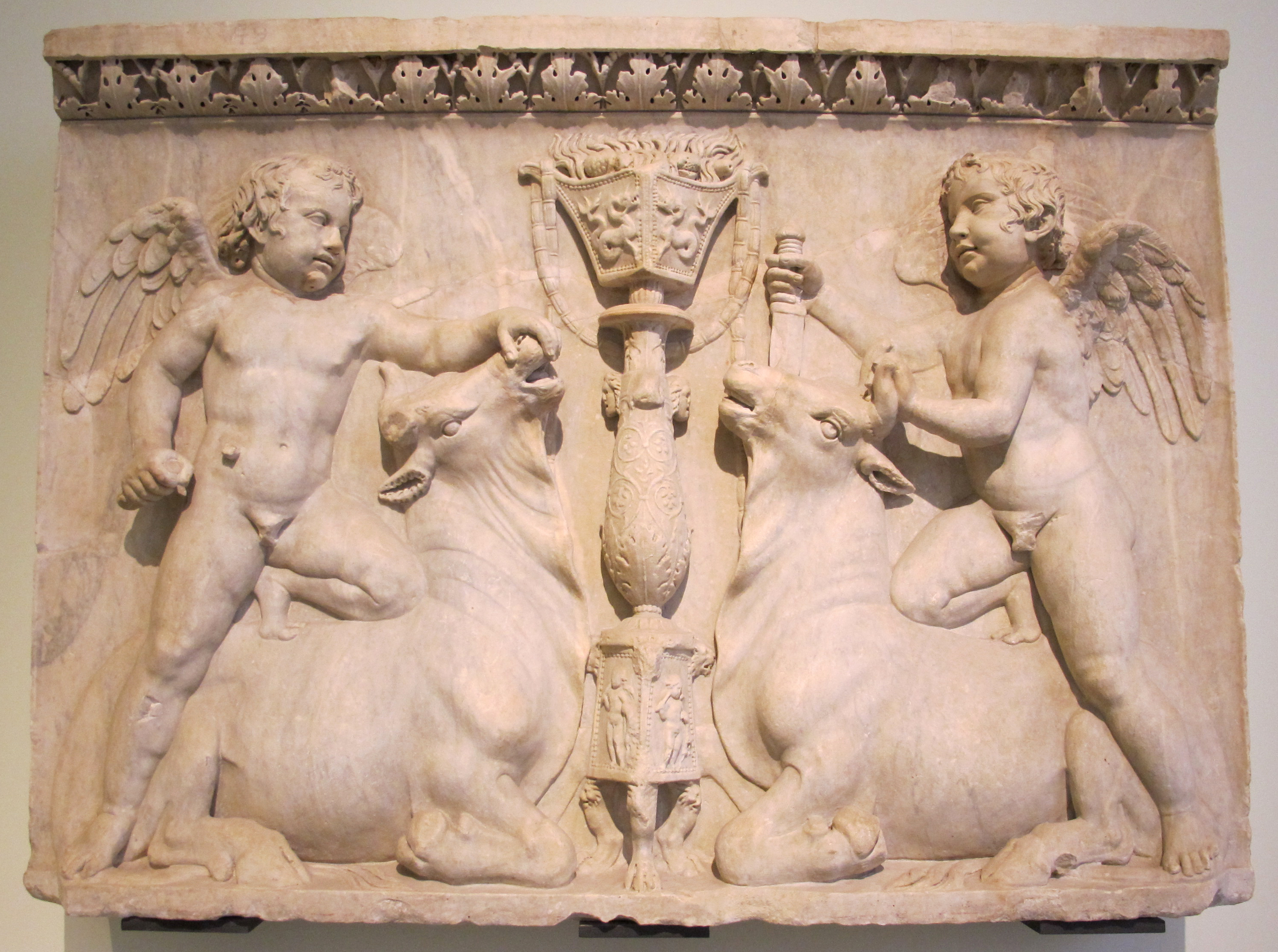
Relleu amb putti tauroctoni d'una decoració del temple (Museu Arqueològic Nacional de Nàpols inv. 6718)
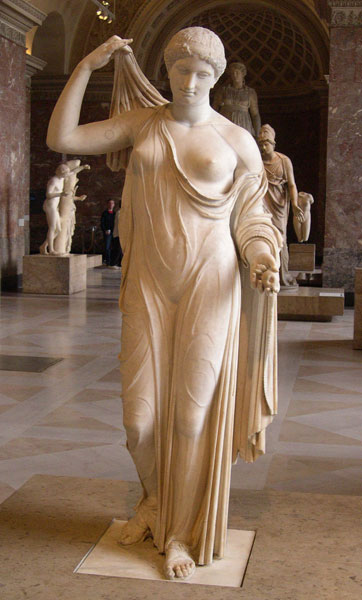
Exemple d'estàtua d'una Venus Genetrix (Museu del Louvre)

Segons Plini el Vell, en el seu temps, el temple va complir la funció d'un veritable museu que albergava moltes obres d'art, incloent:
- l'estàtua de culte de Venus Genetrix realitzada per Arcesilau, escultor contemporani del Cèsar,[17]
- pintures de Timomaco de Bizanci que representaven Medea i Àiax i per les quals Cèsar va pagar 80 talens,[18]
- sis dactylothecae (gemmes precioses de tall),[19]
- una estàtua d'or de Cleòpatra,[11]
- una cuirassa, consagrada per Cèsar a Venus, decorada amb «perles de Britànnia».[20]